# Сипма, Ваутер
Ваутер Сипма (нидерл. Wouter Sipma) (род. 21 мая 1993, Гронинген, Нидерланды) — нидерландский шашист, блогер. Победитель командного чемпионата мира (2022) в составе сборной Нидерландов. Международный гроссмейстер, бронзовый призёр чемпионата мира по международным шашкам в формате рапид 2019 года.

## Спортивная биография
Играет за клуб Hijken DTC в высшей лиге (с 2008 г.). В 2010 и 2011 годах победитель голландского первенства среди молодежи и юниоров. Начиная с 2013 года, Сипма ежегодно выходит в финал голландского чемпионата. 

## Спортивные достижения
В 2015 году занял 8 место на чемпионате мира (Эммен, Нидерланды). В 2016 занял 5 место на чемпионате Европы (Измир, Турция). В 2019 занял 3 место на чемпионате мира по быстрым шашкам (Байлен, Нидерланды). 
Чемпионат мира
- 2012 (рапид) - 27 место
- 2013 (блиц) - 11 место
- 2014 (блиц) - 12 место
- 2015 - 8 место
- 2017 - не попал в финальную группу
- 2019 (рапид) - 3 место
- 2021 (6 место)
- 2023 (4 место)
- 2025 (7 место)

Чемпионат Европы
- 2012 - 18 место
- 2014 - 12 место
- 2016 - 5 место
- 2018 - 19 место
- 2022 - 4 место
- 2024 - 13 место

Чемпионат Нидерландов
- 2013 - 9 место
- 2014 - 5 место
- 2015 - 7 место
- 2016 - 4 место
- 2017 - 6 место
- 2018 - 7 место
- 2019 - разделил 2 место с Яном Грунендейком
- 2019 (рапид) - 1 место

FMJD-Id: 16091